# Cyanixia socotrana
Cyanixia  es un género monotípico de plantas bulbosas de la familia de las iridáceas. Su única especie, Cyanixia socotrana, es nativa del Archipièlago de Socotra, África. 

## Descripción
En cuanto a la morfología externa es muy parecido al género Babiana pero difiere de éste por varias características, como los granos de polen trisulcados, las semillas globosas, los cormos de origen axilar y el número cromosómico básico x=10. El género contiene una sola especie, Cyanixia socotrana, de flores azules.

## Taxonomía
Cyanixia socotrana fue descrita por (Hook.f.) Goldblatt & J.C.Manning y publicado en Edinburgh Journal of Botany 60: 530. 2003[2004].
Sinonimia
- Babiana socotrana Hook.f.[3]